# ニール・マコーミック

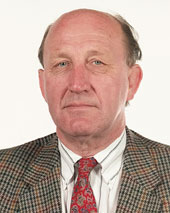
ニール・マコーミック

ニール・マコーミック（英語: Neil MacCormick, 1941年5月27日 - 2009年4月5日）は、イギリスの法学者、政治家。元エディンバラ大学教授。

## 人物
1941年5月27日、スコットランドのグラスゴーにて、スコットランド国民党の創設者の1人であるジョン・マコーミックの子として生まれた。オックスフォード大学ベリオール・カレッジで法学の学士号を、グラスゴー大学で哲学と英文学の修士号を取得した。ダンディーにあるセント・アンドルース大学クイーンズ・カレッジ（現ダンディー大学）などで法学を教えた後、31歳でエディンバラ大学の欽定講座「公法ならびに自然法および国際法(Regius Chair of Public Law and the Law of Nature and Nations)」の教授に就任した。
また、スコットランド国民党員として政治的活動にも携わり、1999年には欧州議会議員に選出され、2002年から2003年にかけて、「欧州の将来に関するコンベンション (The Convention on the Future of Europe)」の議員を務めた。
法理学教授ハーバート・ハートのもとで法理学を研究し、その影響を受けた。長らく法哲学・社会哲学国際学会の理事も務め、2001年には、法学への貢献に対しナイトの称号を授与された。2009年4月15日、ガンで死去。

## 略歴
- 1965年 - セント・アンドルース大学クイーンズ・カレッジ法学部講師
- 1968年 - オックスフォード大学ベリオール・カレッジ法学部特別研究員・助手
- 1972年 - エディンバラ大学教授
- 1982年 - LLD(エディンバラ大学)
- 1999年 - 欧州議会議員
- 2001年 - ナイト爵叙勲
- 2009年 - 死去

## 主な著作

### 単著
- 『H.L.A.ハート("H. L. A. Hart")』 Edward Android(Publishers) Ltd, 1981(第2版2008)
- 『法的権利と社会民主主義("Legal Right and Social Democracy")』 Oxford University Press, 1984
- 『判決理由の法理論("Legal Reasoning and Legal Theory")』 Oxford University Press, 1994(初版1978)
- 『主権を問う("Questioning Sovereignty")』 Oxford University Press, 1999
- 『レトリックと法の支配("Rhetoric and the Rule of Law")』 Oxford University Press, 2005
- 『法の制度("Institutions of Law")』 Oxford University Press, 2007
- 『法および道徳における実践理性("Practical Reason in Law and Morality")』 Oxford University Press, 2009

### 共著
- (オタ・ワインベルガー)『制度的法理論("An Institutional Theory of Law")』 Kluwer Academic Publishers, 1986

## 日本語訳書
- (角田猛之編訳)『ハート法理学の全体像』("H. L. A. Hart"，晃洋書房，1996年)
- (亀本洋・角田猛之・井上匡子・石前禎幸・濱真一郎)『判決理由の法理論』("Legal Right and Social Democracy"，成文堂，2009年)